# Davduospina sheilae
Davduospina sheilae är en insektsart som beskrevs av Davies 1988. Davduospina sheilae ingår i släktet Davduospina och familjen dvärgstritar. Inga underarter finns listade i Catalogue of Life.